# Dagestanskaja
Dagestanskaja (russisch Дагестанская) ist ein Dorf (staniza) in Südrussland. Es gehört zur Republik Adygeja und hat 470 Einwohner (Stand 2019). Im Ort gibt es 19 Straßen. Das Dorf wurde 1863 gegründet.

## Geographie
Das Dorf liegt in bergigem Gelände am Fluss Kurdschips, 23 km südlich von Maikop, 34 km südwestlich von Tulski (dem Verwaltungszentrum des Bezirks) auf der Straße. Krasny Dagestan ist der nächstgelegene ländliche Ort.